# Bambule (hračkářství)
Bambule je obchod, ve kterém se prodávají hry, hračky a potřeby pro děti a kojence. 
Na český trh vstoupila Bambule v roce 1992. Bambule provozuje v Česku 32 prodejen a s 53 prodejnami je partner (údaj k roku 2020). Největší obchod Bambule se nachází v obchodním centru Westfield Chodov. Provozovatelem je firma Alltoys, která vyrábí většinu prodávaných hraček a her. Bambule provozuje i vlastní internetový obchod s možností vyzvednutí na prodejně. 
V roce 2015 Bambule založila dětskou pěvecko-taneční skupinu Lollipopz, která propaguje jejich hry a hračky.  